# Campionati mondiali di sollevamento pesi 1972
I Campionati mondiali di sollevamento pesi 1972, 46ª edizione della manifestazione, si svolsero a Monaco di Baviera dal 27 agosto al 6 settembre 1972. Il torneo faceva parte dei Giochi della XX Olimpiade e, per la terza volta, erano validi anche per il titolo mondiale.
A differenza delle Olimpiadi di Tokyo 1964 e di Città del Messico 1968, i titoli mondiali furono assegnati per la prima volta, nell'ambito della competizione olimpica, oltre che nel totale dell'esercizio, anche nelle specialità della disciplina. Fu inoltre l'ultima volta che la distensione lenta fu presente nel programma di sollevamenti.

## Squalifiche
Nella gara dei pesi mosca (fino a 52 kg.) Mohammad Reza Nasehi inizialmente si piazzò al 10º posto, ma fu squalificato per essere risultato positivo all'efedrina; nella gara dei pesi leggeri (fino a 67,5 kg.) Walter Legel inizialmente si piazzò al 15º posto, ma fu squalificato per essere risultato positivo alle anfetamine. 

## Titoli in palio
| Categoria            | Eventi         | Atleti |
| -------------------- | -------------- | ------ |
| Pesi mosca           | Fino a 52 kg   | 17     |
| Pesi gallo           | Fino a 56 kg   | 24     |
| Pesi piuma           | Fino a 60 kg   | 13     |
| Pesi leggeri         | Fino a 67.5 kg | 22     |
| Pesi medi            | Fino a 75 kg   | 26     |
| Pesi massimi leggeri | Fino a 82.5 kg | 24     |
| Pesi mediomassimi    | Fino a 90 kg   | 23     |
| Pesi massimi         | Fino a 110 kg  | 26     |
| Pesi supermassimi    | Oltre i 110 kg | 13     |

## Calendario eventi
Inizialmente le nove gare erano distribuite in dieci giorni, con una pausa il 1º settembre. Originariamente l'ultima gara, dei supermassimi, era prevista per il 5 settembre 1972, ma venne posticipata di un giorno a causa della sospensione decretata per il Massacro di Monaco.
| Giorno→ Categoria ↓ | Do 27 | Lu 28 | Ma 29 | Me 30 | Gi 31 | Ve 01 | Sa 02 | Do 03 | Lu 04 | Ma 05 | Me 06 |
| ------------------- | ----- | ----- | ----- | ----- | ----- | ----- | ----- | ----- | ----- | ----- | ----- |
| 52 kg               | ●     |       |       |       |       |       |       |       |       |       |       |
| 56 kg               |       | ●     |       |       |       |       |       |       |       |       |       |
| 60 kg               |       |       | ●     |       |       |       |       |       |       |       |       |
| 67,5 kg             |       |       |       | ●     |       |       |       |       |       |       |       |
| 75 kg               |       |       |       |       | ●     |       |       |       |       |       |       |
| 82,5 kg             |       |       |       |       |       |       | ●     |       |       |       |       |
| 90 kg               |       |       |       |       |       |       |       | ●     |       |       |       |
| 110 kg              |       |       |       |       |       |       |       |       | ●     |       |       |
| +110 kg             |       |       |       |       |       |       |       |       |       |       | ●     |

## Nazioni partecipanti
Le nazioni che hanno partecipato ai campionati furono 54 per un totale di 188 atleti partecipanti. Tra questi, la suddivisione continentale è la seguente: 117 atleti europei, 36 americani, 1 africani, 28 asiatici e 6 oceaniani. Tra parentesi i partecipanti per nazione.
- Albania (1)
- Antille Olandesi (1)
- Australia (3)
- Austria (6)
- Barbados (1)
- Belgio (1)
- Birmania (1)
- Brasile (2)
- Bulgaria (9)
- Canada (4)
- Cecoslovacchia (3)
- Colombia (2)
- Corea del Nord (1)
- Corea del Sud (1)
- Cuba (6)
- Danimarca (3)
- Filippine (3)
- Finlandia (9)
- Francia (3)
- Germania Est (8)
- Germania Ovest (7)
- Giappone (9)
- Grecia (4)
- India (1)
- Indonesia (1)
- Iran (3)
- Irlanda (1)
- Islanda (2)
- Israele (3)
- Italia (6)
- Jugoslavia (2)
- Libano (1)
- Messico (2)
- Mongolia (4)
- Norvegia (4)
- Nuova Zelanda (3)
- Pakistan (1)
- Panama (2)
- Polonia (9)
- Portogallo (2)
- Porto Rico (5)
- Regno Unito (9)
- Rep. Dominicana (1)
- Romania (2)
- Spagna  (1)
- Stati Uniti (9)
- Sudan  (1)
- Svezia (2)
- Svizzera (1)
- Taiwan (1)
- Thailandia (1)
- Turchia (2)
- Ungheria (9)
- Unione Sovietica (9)

## Risultati
Nell'ambito dei campionati, furono stabiliti sette record mondiali: tre nel totale dell'esercizio e quattro nelle specialità singole.
| Evento             | Oro                | Oro              | Argento              | Argento          | Bronzo             | Bronzo           |
| 52 kg (Dettagli)   | 52 kg (Dettagli)   | 52 kg (Dettagli) | 52 kg (Dettagli)     | 52 kg (Dettagli) | 52 kg (Dettagli)   | 52 kg (Dettagli) |
| ------------------ | ------------------ | ---------------- | -------------------- | ---------------- | ------------------ | ---------------- |
| Distensione        | Zygmunt Smalcerz   | 112,5 kg         | Sándor Holczreiter   | 112,5 kg         | Lajos Szűcs        | 107,5 kg         |
| Strappo            | Aung Maung Gyi     | 105,0 kg         | Zygmunt Smalcerz     | 100,0 kg         | Tetsuhide Sasaki   | 97,5 kg          |
| Slancio            | Pak Dong-geun      | 130,0 kg         | Lajos Szűcs          | 127,5 kg         | Zygmunt Smalcerz   | 125,0 kg         |
| Totale             | Zygmunt Smalcerz   | 337,5 kg         | Lajos Szűcs          | 330,0 kg         | Sándor Holczreiter | 327,5 kg         |
| 56 kg (Dettagli)   |                    |                  |                      |                  |                    |                  |
| Distensione        | Imre Földi         | 127,5 kg         | Mohammad Nassiri     | 127,5 kg         | Henryk Trębicki    | 122,5 kg         |
| Strappo            | Koji Miki          | 112,5 kg         | Gennadij Četin       | 107,5 kg         | Henryk Trębicki    | 107,5 kg         |
| Slancio            | Imre Földi         | 142,5 kg         | Mohammad Nassiri     | 142,5 kg         | Gennadij Četin     | 140,0 kg         |
| Totale             | Imre Földi         | 377,5 kg         | Mohammad Nassiri     | 370,0 kg         | Gennadij Četin     | 367,5 kg         |
| 60 kg (Dettagli)   |                    |                  |                      |                  |                    |                  |
| Distensione        | Ymer Pampuri       | 127,5 kg         | Dito Šanidze         | 127,5 kg         | Norajr Nurikjan    | 127,5 kg         |
| Strappo            | Jan Wojnowski      | 120,0 kg         | Yoshinobu Miyake     | 120,0 kg         | Dito Šanidze       | 120,0 kg         |
| Slancio            | Norajr Nurikjan    | 157,5 kg         | Dito Šanidze         | 152,5 kg         | Yoshinobu Miyake   | 145,0 kg         |
| Totale             | Norajr Nurikjan    | 402,5 kg         | Dito Šanidze         | 400,0 kg         | János Benedek      | 390,0 kg         |
| 67,5 kg (Dettagli) |                    |                  |                      |                  |                    |                  |
| Distensione        | Mladen Kučev       | 157,5 kg         | Nasrollah Dehnavi    | 150,0 kg         | Mucharbij Kiržinov | 147,5 kg         |
| Strappo            | Mucharbij Kiržinov | 135,0 kg         | Waldemar Baszanowski | 130,0 kg         | Won Shin-hee       | 130,0 kg         |
| Slancio            | Mucharbij Kiržinov | 177,5 kg         | Mladen Kučev         | 167,5 kg         | Zbigniew Kaczmarek | 167,5 kg         |
| Totale             | Mucharbij Kiržinov | 460,0 kg         | Mladen Kučev         | 450,0 kg         | Zbigniew Kaczmarek | 437,5 kg         |
| 75 kg (Dettagli)   |                    |                  |                      |                  |                    |                  |
| Distensione        | Vladimir Kanygin   | 165,0 kg         | Mohamed Tarabulsi    | 160,0 kg         | Jordan Bikov       | 160,0 kg         |
| Strappo            | Ondrej Hekel       | 142,5 kg         | Aimé Terme           | 142,5 kg         | Mohamed Tarabulsi  | 140,0 kg         |
| Slancio            | Jordan Bikov       | 185,0 kg         | Gábor Szarvas        | 175,0 kg         | Anselmo Silvino    | 175,0 kg         |
| Totale             | Jordan Bikov       | 485,0 kg         | Mohamed Tarabulsi    | 472,5 kg         | Anselmo Silvino    | 470,0 kg         |
| 82,5 kg (Dettagli) |                    |                  |                      |                  |                    |                  |
| Distensione        | Leif Jenssen       | 172,5 kg         | Chrīstos Iakōvou     | 170,0 kg         | Rolf Milser        | 160,0 kg         |
| Strappo            | Leif Jenssen       | 150,0 kg         | Bernhard Radtke      | 145,0 kg         | Mike Karchut       | 145,0 kg         |
| Slancio            | György Horváth     | 192,5 kg         | Norbert Ozimek       | 187,5 kg         | Leif Jenssen       | 185,0 kg         |
| Totale             | Leif Jenssen       | 507,5 kg         | Norbert Ozimek       | 497,5 kg         | György Horváth     | 495,0 kg         |
| 90 kg (Dettagli)   |                    |                  |                      |                  |                    |                  |
| Distensione        | David Rigert       | 187,5 kg         | Hans Bettembourg     | 182,5 kg         | Andon Nikolov      | 180,0 kg         |
| Strappo            | Andon Nikolov      | 155,0 kg         | Jaakko Kailajärvi    | 150,0 kg         | Pierre Gourrier    | 147,5 kg         |
| Slancio            | Rick Holbrook      | 197,5 kg         | Phil Grippaldi       | 195,0 kg         | Atanas Šopov       | 192,5 kg         |
| Totale             | Andon Nikolov      | 525,0 kg         | Atanas Šopov         | 517,5 kg         | Hans Bettembourg   | 512,5 kg         |
| 110 kg (Dettagli)  |                    |                  |                      |                  |                    |                  |
| Distensione        | Jaan Talts         | 210,0 kg         | Aleksandăr Krajčev   | 197,5 kg         | Roberto Vezzani    | 192,5 kg         |
| Strappo            | Rainer Dörrzapf    | 165,0 kg         | Kauko Kangasniemi    | 165,0 kg         | Jaan Talts         | 165,0 kg         |
| Slancio            | Stefan Grützner    | 207,5 kg         | Helmut Losch         | 205,0 kg         | Jaan Talts         | 205,0 kg         |
| Totale             | Jaan Talts         | 580,0 kg         | Aleksandăr Krajčev   | 562,5 kg         | Stefan Grützner    | 555,0 kg         |
| +110 kg (Dettagli) |                    |                  |                      |                  |                    |                  |
| Distensione        | Vasilij Alekseev   | 235,0 kg         | Rudolf Mang          | 225,0 kg         | Ken Patera         | 212,5 kg         |
| Strappo            | Vasilij Alekseev   | 175,0 kg         | Rudolf Mang          | 170,0 kg         | Kalevi Lahdenranta | 165,0 kg         |
| Slancio            | Vasilij Alekseev   | 230,0 kg         | Gerd Bonk            | 217,5 kg         | Rudolf Mang        | 215,0 kg         |
| Totale             | Vasilij Alekseev   | 640,0 kg         | Rudolf Mang          | 610,0 kg         | Gerd Bonk          | 572,5 kg         |

## Medagliere

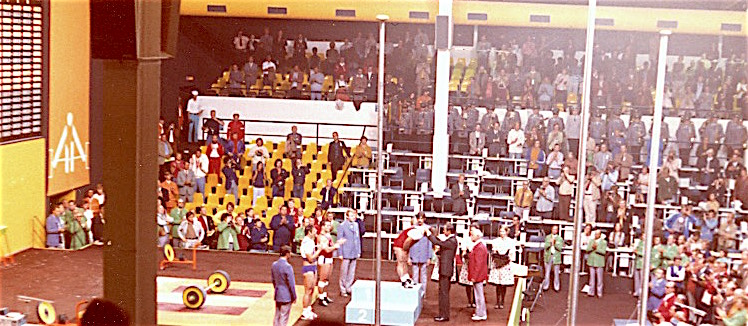
La premiazione della gara dei massimi leggeri (82.5 kg.): Costantino II di Grecia premia Leif Jenssen campione olimpico e mondiale. Sul podio Norbert Ozimek e György Horváth.

### Grandi (totale)
Riferito al totale dell'esercizio: 11 nazioni sono entrate nel medagliere.
| Posiz. | Nazione          | Oro | Argento | Bronzo | Totale |
| ------ | ---------------- | --- | ------- | ------ | ------ |
| 1      | Bulgaria         | 3   | 3       | 0      | 6      |
| 2      | Unione Sovietica | 3   | 1       | 1      | 5      |
| 3      | Ungheria         | 1   | 1       | 3      | 5      |
| 4      | Polonia          | 1   | 1       | 1      | 3      |
| 5      | Norvegia         | 1   | 0       | 0      | 1      |
| 6      | Iran             | 0   | 1       | 0      | 1      |
| 6      | Libano           | 0   | 1       | 0      | 1      |
| 6      | Germania Ovest   | 0   | 1       | 0      | 1      |
| 9      | Germania Est     | 0   | 0       | 2      | 2      |
| 10     | Italia           | 0   | 0       | 1      | 1      |
| 10     | Svezia           | 0   | 0       | 1      | 1      |
| Totale | Totale           | 9   | 9       | 9      | 27     |

### Grandi (totale) e Piccole (Distensione, strappo e slancio)
Riferito al totale dell'esercizio e delle tre specialità: 21 nazioni sono entrate nel medagliere. 
| Posiz. | Nazione          | Oro | Argento | Bronzo | Totale |
| ------ | ---------------- | --- | ------- | ------ | ------ |
| 1      | Unione Sovietica | 11  | 4       | 6      | 21     |
| 2      | Bulgaria         | 7   | 5       | 4      | 16     |
| 3      | Ungheria         | 4   | 4       | 4      | 12     |
| 4      | Polonia          | 3   | 4       | 5      | 12     |
| 5      | Norvegia         | 3   | 0       | 1      | 4      |
| 6      | Germania Est     | 1   | 3       | 2      | 6      |
| 6      | Germania Ovest   | 1   | 3       | 2      | 6      |
| 8      | Giappone         | 1   | 1       | 2      | 4      |
| 8      | Stati Uniti      | 1   | 1       | 2      | 4      |
| 10     | Albania          | 1   | 0       | 0      | 1      |
| 10     | Birmania         | 1   | 0       | 0      | 1      |
| 10     | Cecoslovacchia   | 1   | 0       | 0      | 1      |
| 10     | Corea del Nord   | 1   | 0       | 0      | 1      |
| 14     | Iran             | 0   | 4       | 0      | 4      |
| 15     | Finlandia        | 0   | 2       | 1      | 3      |
| 15     | Libano           | 0   | 2       | 1      | 3      |
| 17     | Francia          | 0   | 1       | 1      | 2      |
| 17     | Svezia           | 0   | 1       | 1      | 2      |
| 19     | Grecia           | 0   | 1       | 0      | 1      |
| 20     | Italia           | 0   | 0       | 3      | 3      |
| 21     | Corea del Sud    | 0   | 0       | 1      | 1      |
| Totale | Totale           | 36  | 36      | 36     | 108    |

## Classifica a squadre
Il sistema di punteggio è basato sui punti distribuiti per l'esercizio totale in base allo schema adottato nel 1958:
| Pos. | Squadra          | Punti |
| ---- | ---------------- | ----- |
| 1    | Bulgaria         | 38    |
| 2    | Unione Sovietica | 30    |
| 3    | Ungheria         | 27    |
| 4    | Polonia          | 22    |
| 5    | Germania Est     | 18    |
| 6    | Iran             | 7     |
| 6    | Norvegia         | 7     |
| 8    | Giappone         | 6     |
| 8    | Italia           | 6     |
| 10   | Germania Ovest   | 5     |
| 10   | Libano           | 5     |
| 10   | Stati Uniti      | 5     |
| 13   | Australia        | 4     |
| 13   | Cecoslovacchia   | 4     |
| 13   | Finlandia        | 4     |
| 13   | Svezia           | 4     |
| 17   | Birmania         | 2     |
| 17   | Grecia           | 2     |
| 19   | Corea del Nord   | 1     |
| 19   | Cuba             | 1     |

## Gare

### Fino a 52 kg.
| Pos. | Atleta                         | Peso atleta | Distensione (kg) | Distensione (kg) | Distensione (kg) | Distensione (kg) | Strappo (kg) | Strappo (kg) | Strappo (kg) | Strappo (kg) | Slancio (kg) | Slancio (kg) | Slancio (kg) | Slancio (kg) | Totale |
| Pos. | Atleta                         | Peso atleta | 1                | 2                | 3                | Pos.             | 1            | 2            | 3            | Pos.         | 1            | 2            | 3            | Pos.         | Totale |
| ---- | ------------------------------ | ----------- | ---------------- | ---------------- | ---------------- | ---------------- | ------------ | ------------ | ------------ | ------------ | ------------ | ------------ | ------------ | ------------ | ------ |
|      | Zygmunt Smalcerz (POL)         | 51.60       | 107.5            | 112.5            | 112.5            |                  | 95.0         | 100.0        | 102.5        |              | 125.0        | 130.0        | 130.0        |              | 337.5  |
|      | Lajos Szűcs (HUN)              | 51.40       | 102.5            | 107.5            | 112.5            |                  | 90.0         | 95.0         | 95.0         | 4            | 122.5        | 127.5        | 135.0        |              | 330.0  |
|      | Sándor Holczreiter (HUN)       | 51.75       | 112.5            | 112.5            | 120.0            |                  | 92.5         | 92.5         | 97.5         | 8            | 122.5        | 122.5        | 127.5        | 5            | 327.5  |
| 4    | Tetsuhide Sasaki (JPN)         | 51.80       | 97.5             | 102.5            | 105.0            | 4                | 90.0         | 95.0         | 97.5         |              | 120.0        | 125.0        | 125.0        | 8            | 322.5  |
| 5    | Aung Maung Gyi (MMR 1948-1974) | 51.50       | 85.0             | 90.0             | 95.0             | 11               | 95.0         | 100.0        | 105.0        |              | 115.0        | 120.0        | 125.0        | 8            | 320.0  |
| 6    | Pak Dong-geun (PRK)            | 52.00       | 92.5             | 97.5             | 100.0            | 10               | 90.0         | 90.0         | 90.0         | 13           | 122.5        | 127.5        | 130.0        |              | 317.5  |
| 7    | Chaiya Sukchinda (THA)         | 51.40       | 95.0             | 100.0            | 105.0            | 6                | 92.5         | 92.5         | 97.5         | 7            | 120.0        | 120.0        | 127.5        | 6            | 312.5  |
| 8    | Ion Hortopan (ROU)             | 51.70       | 90.0             | 95.0             | 97.5             | 9                | 90.0         | 95.0         | 97.5         | 6            | 110.0        | 115.0        | 117.5        | 10           | 310.0  |
| 9    | Charles Depthios (INA)         | 51.95       | 95.0             | 100.0            | 100.0            | 14               | 90.0         | 90.0         | 95.0         | 12           | 125.0        | 125.0        | 125.0        | 4            | 310.0  |
| 10   | Lester Francel (COL)           | 52.00       | 95.0             | 100.0            | 105.0            | 7                | 80.0         | 80.0         | 85.0         | 16           | 112.5        | 117.5        | 120.0        | 11           | 302.5  |
| 11   | Anil Mondal (IND)              | 51.65       | 85.0             | 90.0             | 95.0             | 12               | 80.0         | 85.0         | 90.0         | 15           | 107.5        | 112.5        | 117.5        | 9            | 297.5  |
| 12   | Kyujiro Saito (JPN)            | 51.80       | 95.0             | 95.0             | 100.0            | 13               | 90.0         | 95.0         | 97.5         | 10           | 110.0        | 122.5        | 122.5        | 14           | 295.0  |
| 13   | Chun Hon Chan (CAN)            | 52.00       | 87.5             | 92.5             | 92.5             | 15               | 87.5         | 87.5         | 92.5         | 14           | 107.5        | 112.5        | 115.0        | 13           | 292.5  |
| 14   | Nigel Trance (PHI)             | 51.80       | 85.0             | 85.0             | 85.0             | 16               | 85.0         | 90.0         | 92.5         | 11           | 115.0        | 120.0        | 122.5        | 12           | 290.0  |
| DSQ  | Mohammad Reza Nasehi (IRI)     | 51.95       | 95.0             | 100.0            | 100.0            | —                | 90.0         | 95.0         | 95.0         | —            | 115.0        | 120.0        | 122.5        | —            | 305.0  |
| —    | Salvador del Rosario (PHI)     | 51.55       | 92.5             | 97.5             | 97.5             | 8                | 90.0         | 90.0         | 95.0         | 5            | 120.0        | 120.0        | 122.5        | —            | —      |
| —    | Waldemar Korcz (POL)           | 51.80       | 102.5            | 102.5            | 107.5            | 5                | 92.5         | 97.5         | 97.5         | 9            | 125.0        | 125.0        | 127.5        | —            | —      |

### Fino a 56 kg.
| Pos. | Atleta                           | Peso atleta | Distensione (kg) | Distensione (kg) | Distensione (kg) | Distensione (kg) | Strappo (kg) | Strappo (kg) | Strappo (kg) | Strappo (kg) | Slancio (kg) | Slancio (kg) | Slancio (kg) | Slancio (kg) | Totale |
| Pos. | Atleta                           | Peso atleta | 1                | 2                | 3                | Pos.             | 1            | 2            | 3            | Pos.         | 1            | 2            | 3            | Pos.         | Totale |
| ---- | -------------------------------- | ----------- | ---------------- | ---------------- | ---------------- | ---------------- | ------------ | ------------ | ------------ | ------------ | ------------ | ------------ | ------------ | ------------ | ------ |
|      | Imre Földi (HUN)                 | 55.70       | 120.0            | 127.5            | 127.5            |                  | 102.5        | 107.5        | 110.0        | 4            | 137.5        | 142.5        | 142.5        |              | 377.5  |
|      | Mohammad Nassiri (IRI)           | 55.90       | 120.0            | 125.0            | 127.5            |                  | 100.0        | 105.0        | 105.0        | 11           | 142.5        | 152.5        | 152.5        |              | 370.0  |
|      | Gennadij Četin (URS)             | 55.65       | 115.0            | 120.0            | 120.0            | 5                | 100.0        | 105.0        | 107.5        |              | 140.0        | 150.0        | 150.0        |              | 367.5  |
| 4    | Henryk Trębicki (POL)            | 55.70       | 117.5            | 117.5            | 122.5            |                  | 102.5        | 107.5        | 107.5        |              | 135.0        | 140.0        | 140.0        | 7            | 365.0  |
| 5    | Atanas Kirov (BUL)               | 55.70       | 112.5            | 117.5            | 120.0            | 7                | 97.5         | 102.5        | 105.0        | 5            | 135.0        | 140.0        | 145.0        | 4            | 362.5  |
| 6    | George Vassiliadis (AUS)         | 55.60       | 110.0            | 115.0            | 120.0            | 9                | 97.5         | 102.5        | 102.5        | 8            | 132.5        | 137.5        | 137.5        | 6            | 355.0  |
| 7    | Hiroshi Ono (JPN)                | 55.85       | 105.0            | 110.0            | 115.0            | 11               | 105.0        | 105.0        | 105.0        | 6            | 130.0        | 135.0        | 140.0        | 8            | 355.0  |
| 8    | Georgi Todorov (BUL)             | 55.80       | 110.0            | 115.0            | 115.0            | 13               | 100.0        | 105.0        | 105.0        | 10           | 132.5        | 140.0        | 147.5        | 5            | 350.0  |
| 9    | Precious McKenzie (GBR)          | 55.20       | 110.0            | 115.0            | 117.5            | 8                | 92.5         | 97.5         | 100.0        | 12           | 125.0        | 130.0        | 132.5        | 10           | 342.5  |
| 10   | Koji Miki (JPN)                  | 55.80       | 100.0            | 105.0            | 105.0            | 15               | 107.5        | 112.5        | 115.0        |              | 120.0        | 125.0        | 130.0        | 11           | 342.5  |
| 11   | Victor Rusu (ROU)                | 55.80       | 105.0            | 105.0            | 110.0            | 16               | 90.0         | 95.0         | 95.0         | 14           | 127.5        | 132.5        | 132.5        | 9            | 332.5  |
| 12   | Ze'ev Friedman (ISR)             | 55.80       | 97.5             | 97.5             | 102.5            | 18               | 97.5         | 97.5         | 102.5        | 9            | 120.0        | 125.0        | 130.0        | 12           | 330.0  |
| 13   | Fernando Báez (PUR)              | 55.90       | 110.0            | 110.0            | 120.0            | 6                | 85.0         | 92.5         | 92.5         | 20           | 122.5        | 122.5        | 127.5        | 15           | 327.0  |
| 14   | Miguel Angel Medina (MEX)        | 55.95       | 112.5            | 112.5            | 112.5            | 12               | 92.5         | 92.5         | 97.5         | 13           | 110.0        | 115.0        | 115.0        | 19           | 325.0  |
| 15   | Zulyn Dalkhjav (MGL)             | 55.75       | 115.0            | 115.0            | 115.0            | 10               | 82.5         | 87.5         | 90.0         | 17           | 120.0        | 125.0        | 125.0        | 16           | 322.5  |
| 16   | Gaetano Tosto (ITA)              | 55.80       | 100.0            | 100.0            | 105.0            | 19               | 95.0         | 95.0         | 100.0        | 15           | 125.0        | 130.0        | 130.0        | 13           | 320.0  |
| 17   | Siyannyambuugiin Dorjkhand (MGL) | 55.85       | 105.0            | 105.0            | 105.0            | 17               | 92.5         | 92.5         | 97.5         | 16           | 115.0        | 120.0        | 122.5        | 18           | 312.5  |
| 18   | Arturo del Rosario (PHI)         | 55.80       | 92.5             | 97.5             | 97.5             | 22               | 87.5         | 87.5         | 92.5         | 18           | 122.5        | 132.5        | 132.5        | 14           | 302.5  |
| 19   | Roberto Lindeborg (AHO)          | 55.80       | 100.0            | 105.0            | 105.0            | 20               | 85.0         | 90.0         | 92.5         | 19           | 110.0        | 115.0        | 115.0        | 17           | 300.0  |
| 20   | Samson Sabit Wanni (SUD)         | 56.00       | 100.0            | 105.0            | 107.5            | 14               | 75.0         | 80.0         | 80.0         | 22           | 105.0        | 105.0        | 110.0        | 20           | 292.5  |
| 21   | Raúl Diniz (PRT)                 | 55.30       | 85.0             | 95.0             | 98.0             | 21               | 70.0         | 77.5         | 82.5         | 21           | 105.0        | 112.5        | 117.5        | 20           | 285.0  |
| —    | Grzegorz Cziura (POL)            | 55.25       | 115.0            | 120.0            | 125.0            | 4                | 102.5        | 102.5        | 102.5        | 7            | 137.5        | 137.5        | 137.5        | —            | —      |
| —    | Anthony Phillips (BAR)           | 55.85       | 97.5             | 97.5             | 97.5             | —                | —            | —            | —            | —            | —            | —            | —            | —            | —      |
| —    | Jesús Conde (MEX)                | 55.95       | 112.5            | 112.5            | 112.5            | —                | —            | —            | —            | —            | —            | —            | —            | —            | —      |

### Fino a 60 kg.
| Pos. | Atleta                 | Peso atleta | Distensione (kg) | Distensione (kg) | Distensione (kg) | Distensione (kg) | Strappo (kg) | Strappo (kg) | Strappo (kg) | Strappo (kg) | Slancio (kg) | Slancio (kg) | Slancio (kg) | Slancio (kg) | Totale |
| Pos. | Atleta                 | Peso atleta | 1                | 2                | 3                | Pos.             | 1            | 2            | 3            | Pos.         | 1            | 2            | 3            | Pos.         | Totale |
| ---- | ---------------------- | ----------- | ---------------- | ---------------- | ---------------- | ---------------- | ------------ | ------------ | ------------ | ------------ | ------------ | ------------ | ------------ | ------------ | ------ |
|      | Norajr Nurikjan (BUL)  | 59.70       | 122.5            | 127.5            | 130.0            |                  | 112.5        | 117.5        | 117.5        | 5            | 147.5        | 157.5        | —            |              | 402.5  |
|      | Dito Šanidze (URS)     | 59.60       | 120.0            | 125.0            | 127.5            |                  | 115.0        | 120.0        | 120.0        |              | 147.5        | 152.5        | 155.0        |              | 400.0  |
|      | János Benedek (HUN)    | 59.85       | 120.0            | 125.0            | 130.0            | 5                | 115.0        | 120.0        | 120.0        | 4            | 145.0        | 150.0        | 150.0        | 5            | 390.0  |
| 4    | Yoshinobu Miyake (JPN) | 59.60       | 120.0            | 125.0            | 125.0            | 8                | 115.0        | 120.0        | 120.0        |              | 145.0        | 150.0        | 150.0        |              | 385.0  |
| 5    | Kurt Pittner (AUT)     | 59.60       | 120.0            | 125.0            | 125.0            | 4                | 112.5        | 117.5        | 117.5        | 7            | 145.0        | 150.0        | 152.5        | 4            | 382.5  |
| 6    | Rolando Chang (CUB)    | 58.90       | 112.5            | 117.5            | 120.0            | 6                | 107.5        | 112.5        | 115.0        | 6            | 137.5        | 142.5        | 142.5        | 7            | 377.5  |
| 7    | Mieczysław Nowak (POL) | 59.85       | 120.0            | 120.0            | 125.0            | 9                | 110.0        | 110.0        | 115.0        | 8            | 145.0        | 145.0        | 155.0        | 6            | 375.0  |
| 8    | Giuseppe Tanti (ITA)   | 60.00       | 120.0            | 125.0            | 125.0            | 10               | 102.5        | 102.5        | 107.5        | 9            | 140.0        | 145.0        | 145.0        | 8            | 367.5  |
| 9    | Ymer Pampuri (ALB)     | 59.35       | 120.0            | 125.0            | 127.5            |                  | 85.0         | 90.0         | —            | 12           | 125.0        | 130.0        | 130.0        | 11           | 342.5  |
| 10   | Chen Kue-Sen (TWN)     | 59.80       | 100.0            | 110.0            | 110.0            | 11               | 92.5         | 100.0        | 100.0        | 11           | 120.0        | 125.0        | 130.0        | 11           | 327.5  |
| 11   | Julio Martínez (PUR)   | 59.80       | 92.5             | 100.0            | 100.0            | 12               | 100.0        | 105.0        | 110.0        | 10           | 127.5        | 135.0        | 135.0        | 9            | 325.0  |
| —    | Jan Wojnowski (POL)    | 59.30       | 120.0            | 125.0            | 125.0            | 7                | 115.0        | 120.0        | 125.0        |              | 147.5        | 147.5        | 147.5        | —            | —      |
| —    | Kenkichi Andō (JPN)    | 59.30       | 125.0            | 125.0            | 125.0            | —                | —            | —            | —            | —            | —            | —            | —            | —            | —      |

### Fino a 67,5 kg.
| Pos. | Atleta                                    | Peso atleta | Distensione (kg) | Distensione (kg) | Distensione (kg) | Distensione (kg) | Strappo (kg) | Strappo (kg) | Strappo (kg) | Strappo (kg) | Slancio (kg) | Slancio (kg) | Slancio (kg) | Slancio (kg) | Totale |
| Pos. | Atleta                                    | Peso atleta | 1                | 2                | 3                | Pos.             | 1            | 2            | 3            | Pos.         | 1            | 2            | 3            | Pos.         | Totale |
| ---- | ----------------------------------------- | ----------- | ---------------- | ---------------- | ---------------- | ---------------- | ------------ | ------------ | ------------ | ------------ | ------------ | ------------ | ------------ | ------------ | ------ |
|      | Mucharbij Kiržinov (URS)                  | 66.80       | 142.5            | 147.5            | 147.5            |                  | 130.0        | 135.0        | 135.0        |              | 167.5        | 172.5        | 177.5        |              | 460.0  |
|      | Mladen Kučev (BUL)                        | 66.90       | 150.0            | 157.5            | 157.5            |                  | 125.0        | 125.0        | 130.0        | 5            | 162.5        | 167.5        | 175.0        |              | 450.0  |
|      | Zbigniew Kaczmarek (POL)                  | 67.10       | 145.0            | 145.0            | 150.0            | 4                | 125.0        | 130.0        | 130.0        | 6            | 167.5        | 172.5        | —            |              | 437.5  |
| 4    | Waldemar Baszanowski (POL)                | 66.90       | 142.5            | 142.5            | 142.5            | 5                | 130.0        | 135.0        | 135.0        |              | 162.5        | 167.5        | 167.5        | 7            | 435.0  |
| 5    | Nasrollah Dehnavi (IRI)                   | 67.30       | 142.5            | 147.5            | 150.0            |                  | 125.0        | 125.0        | 130.0        | 8            | 160.0        | 165.0        | 165.0        | 9            | 435.0  |
| 6    | Jenő Ambrózi (HUN)                        | 66.90       | 137.5            | 142.5            | 147.5            | 6                | 120.0        | 125.0        | 125.0        | 10           | 165.0        | 170.0        | 172.5        | 5            | 427.5  |
| 7    | Won Shin-hee (KOR)                        | 67.20       | 127.5            | 132.5            | 135.0            | 14               | 125.0        | 130.0        | 132.5        |              | 165.0        | 170.0        | 170.0        | 6            | 427.5  |
| 8    | Masao Katō (JPN)                          | 66.40       | 132.5            | 137.5            | 140.0            | 8                | 120.0        | 120.0        | 125.0        | 9            | 160.0        | 165.0        | 170.0        | 4            | 425.0  |
| 9    | Dan Cantore (USA)                         | 67.10       | 132.5            | 132.5            | 140.0            | 9                | 117.5        | 122.5        | 122.5        | 13           | 155.0        | 160.0        | 162.5        | 8            | 420.0  |
| 10   | Yusaku Ono (JPN)                          | 66.60       | 130.0            | 135.0            | 140.0            | 11               | 120.0        | 125.0        | 127.5        | 4            | 157.5        | 157.5        | 167.5        | 10           | 417.5  |
| 11   | Wolfgang Faber (DDR)                      | 67.00       | 132.5            | 137.5            | 140.0            | 10               | 115.0        | 115.0        | 115.0        | 15           | 152.5        | 157.5        | 157.5        | 11           | 405.0  |
| 12   | Werner Schraut (FRG)                      | 67.10       | 127.5            | 127.5            | 132.5            | 16               | 120.0        | 125.0        | 125.0        | 7            | 150.0        | 155.0        | 155.0        | 12           | 402.5  |
| 13   | Leopold Herenčić (YUG)                    | 67.20       | 137.5            | 137.5            | 142.5            | 7                | 115.0        | 120.0        | 120.0        | 16           | 142.5        | 147.5        | 147.5        | 17           | 400.0  |
| 14   | Francisco Mateos (ESP)                    | 66.60       | 127.5            | 132.5            | 132.5            | 12               | 112.5        | 112.5        | 117.5        | 12           | 147.5        | 152.5        | 152.5        | 13           | 397.5  |
| 15   | George Newton (GBR)                       | 67.50       | 127.5            | 127.5            | 132.5            | 15               | 117.5        | 122.5        | 122.5        | 14           | 135.0        | 145.0        | 145.0        | 16           | 395.0  |
| 16   | José Martínez (COL)                       | 67.10       | 132.5            | 137.5            | 137.5            | 13               | 102.5        | 102.5        | 107.5        | 20           | 140.0        | 145.0        | 150.0        | 15           | 380.0  |
| 17   | Eleftherios Stefanoudakis (GRC 1822-1978) | 67.20       | 110.0            | 117.5            | 122.5            | 20               | 115.0        | 120.0        | 122.5        | 11           | 142.5        | 147.5        | 147.5        | 18           | 380.0  |
| 18   | Ieuan Owen (GBR)                          | 66.70       | 117.5            | 122.5            | 127.5            | 18               | 107.5        | 107.5        | 107.5        | 18           | 145.0        | 150.0        | 155.0        | 14           | 375.0  |
| 19   | Ildefonso Lee (PAN)                       | 66.70       | 115.0            | 120.0            | 120.0            | 19               | 105.0        | 110.0        | 112.5        | 17           | 135.0        | 140.0        | 140.0        | 19           | 365.0  |
| DSQ  | Walter Legel (AUT)                        | 67.40       | 127.5            | 127.5            | 132.5            | —                | 110.0        | 115.0        | 117.5        | —            | 145.0        | 150.0        | 155.0        | —            | 395.0  |
| —    | Radnaasediin Amgaased (MGL)               | 67.30       | 125.0            | 125.0            | 130.0            | 17               | 105.0        | 110.0        | 110.0        | 19           | —            | —            | —            | —            | —      |
| —    | Pietro Masala (FRG)                       | 67.20       | 137.5            | 137.5            | 137.5            | —                | —            | —            | —            | —            | —            | —            | —            | —            | —      |

### Fino a 75 kg.
| Pos. | Atleta                            | Peso atleta | Distensione (kg) | Distensione (kg) | Distensione (kg) | Distensione (kg) | Strappo (kg) | Strappo (kg) | Strappo (kg) | Strappo (kg) | Slancio (kg) | Slancio (kg) | Slancio (kg) | Slancio (kg) | Totale |
| Pos. | Atleta                            | Peso atleta | 1                | 2                | 3                | Pos.             | 1            | 2            | 3            | Pos.         | 1            | 2            | 3            | Pos.         | Totale |
| ---- | --------------------------------- | ----------- | ---------------- | ---------------- | ---------------- | ---------------- | ------------ | ------------ | ------------ | ------------ | ------------ | ------------ | ------------ | ------------ | ------ |
|      | Jordan Bikov (BUL)                | 74.50       | 150.0            | 155.0            | 160.0            |                  | 135.0        | 140.0        | 142.5        | 4            | 177.5        | 185.0        | —            |              | 485.0  |
|      | Mohamed Tarabulsi (LBN)           | 74.05       | 150.0            | 155.0            | 160.0            |                  | 140.0        | 145.0        | 145.0        |              | 167.5        | 167.5        | 172.5        | 5            | 472.5  |
|      | Anselmo Silvino (ITA)             | 74.85       | 150.0            | 155.0            | 160.0            | 5                | 135.0        | 135.0        | 140.0        | 6            | 175.0        | 180.0        | 180.0        |              | 470.0  |
| 4    | Ondrej Hekel (TCH)                | 73.90       | 140.0            | 150.0            | 150.0            | 8                | 137.5        | 142.5        | 145.0        |              | 170.0        | 175.0        | 175.0        | 6            | 462.5  |
| 5    | Franklin Zielecke (DDR)           | 74.50       | 145.0            | 150.0            | 152.5            | 9                | 135.0        | 135.0        | 140.0        | 5            | 170.0        | 170.0        | 175.0        | 7            | 460.0  |
| 6    | Gábor Szarvas (HUN)               | 74.80       | 145.0            | 150.0            | 150.0            | 10               | 135.0        | 140.0        | 140.0        | 8            | 175.0        | 180.0        | 180.0        |              | 460.0  |
| 7    | András Stark (HUN)                | 74.85       | 147.5            | 152.5            | 155.0            | 7                | 132.5        | 137.5        | 140.0        | 7            | 170.0        | 175.0        | 175.0        | 9            | 460.0  |
| 8    | Russ Knipp (USA)                  | 74.50       | 160.0            | 167.5            | 167.5            | 4                | 127.5        | 132.5        | 132.5        | 11           | 170.0        | 170.0        | 175.0        | 8            | 457.5  |
| 9    | Frederick Lowe (USA)              | 74.85       | 135.0            | 142.5            | 147.5            | 11               | 130.0        | 135.0        | 137.5        | 9            | 170.0        | 175.0        | 175.0        | 4            | 457.5  |
| 10   | Salvatore Laudani (ITA)           | 74.90       | 147.5            | 152.5            | 155.0            | 6                | 115.0        | 120.0        | 120.0        | 17           | 160.0        | 165.0        | 165.0        | 12           | 440.0  |
| 10   | Tore Bjørnsen (NOR)               | 74.90       | 145.0            | 145.0            | 150.0            | 16               | 130.0        | 135.0        | 135.0        | 10           | 165.0        | 170.0        | 170.0        | 11           | 440.0  |
| 12   | Panagiotis Spyrou (GRC 1822-1978) | 74.50       | 140.0            | 145.0            | 145.0            | 12               | 112.5        | 112.5        | 117.5        | 18           | 162.5        | 162.5        | 167.5        | 10           | 430.0  |
| 13   | Arvo Ala-Pöntiö (FIN)             | 74.70       | 135.0            | 140.0            | 145.0            | 15               | 122.5        | 127.5        | 127.5        | 15           | 160.0        | 167.5        | 167.5        | 14           | 427.5  |
| 14   | Erling Johansen (DEN)             | 74.50       | 132.5            | 137.5            | 142.5            | 17               | 122.5        | 127.5        | 132.5        | 12           | 152.5        | 160.0        | 160.0        | 13           | 425.0  |
| 15   | Aimé Terme (FRA)                  | 74.70       | 117.5            | 122.5            | 127.5            | 22               | 137.5        | 142.5        | 142.5        |              | 150.0        | 155.0        | 155.0        | 15           | 425.0  |
| 16   | İsmail Bayram (TUR)               | 74.90       | 130.0            | 135.0            | 137.5            | 19               | 117.5        | 122.5        | 125.0        | 16           | 147.5        | 152.5        | 155.0        | 17           | 412.5  |
| 17   | Tony Ebert (NZL)                  | 74.90       | 137.5            | 137.5            | 142.5            | 20               | 117.5        | 125.0        | 125.0        | 19           | 155.0        | 160.0        | 160.0        | 16           | 410.0  |
| 18   | Natsagiin Ser-Od (MNG)            | 74.55       | 130.0            | 130.0            | 135.0            | 21               | 115.0        | 115.0        | 122.5        | 13           | 142.5        | 147.5        | –            | 19           | 400.0  |
| 19   | Mohammad Malik Arshad (PAK)       | 74.40       | 117.5            | 117.5            | 117.5            | 23               | 107.5        | 112.5        | 115.0        | 20           | 147.5        | 155.0        | 155.0        | 18           | 372.5  |
| —    | Keith Adams (CAN)                 | 74.55       | 137.5            | 145.0            | 145.0            | 18               | 115.0        | 115.0        | 115.0        | —            | —            | —            | —            | —            | —      |
| —    | Leopold Pichler (AUT)             | 74.65       | 145.0            | 150.0            | 150.0            | 14               | —            | —            | —            | —            | —            | —            | —            | —            | —'     |
| —    | Vladimir Kanygin (URS)            | 74.80       | 160.0            | 165.0            | 167.5            |                  | 137.5        | 137.5        | 137.5        | —            | —            | —            | —            | —            | —      |
| —    | Uwe Kliche (FRG)                  | 74.60       | 145.0            | 150.0            | 150.0            | 13               | 122.5        | 127.5        | 127.5        | 14           | —            | —            | —            | —            | —      |
| —    | Alfonso Rodríguez (PUR)           | 73.00       | 127.5            | 127.5            | 127.5            | —                | —            | —            | —            | —            | —            | —            | —            | —            | —      |
| —    | Yossef Romano (ISR)               | 73.80       | 137.5            | 137.5            | 137.5            | —                | —            | —            | —            | —            | —            | —            | —            | —            | —      |
| —    | Werner Dittrich (DDR)             | 74.40       | 150.0            | 150.0            | 150.0            | —                | —            | —            | —            | —            | —            | —            | —            | —            | —      |

### Fino a 82,5 kg.
| Pos. | Atleta                           | Peso atleta | Distensione (kg) | Distensione (kg) | Distensione (kg) | Distensione (kg) | Strappo (kg) | Strappo (kg) | Strappo (kg) | Strappo (kg) | Slancio (kg) | Slancio (kg) | Slancio (kg) | Slancio (kg) | Totale |
| Pos. | Atleta                           | Peso atleta | 1                | 2                | 3                | Pos.             | 1            | 2            | 3            | Pos.         | 1            | 2            | 3            | Pos.         | Totale |
| ---- | -------------------------------- | ----------- | ---------------- | ---------------- | ---------------- | ---------------- | ------------ | ------------ | ------------ | ------------ | ------------ | ------------ | ------------ | ------------ | ------ |
|      | Leif Jenssen (NOR)               | 81.10       | 172.5            | 172.5            | 177.5            |                  | 145.0        | 150.0        | 150.0        |              | 180.0        | 185.0        | 190.0        |              | 507.5  |
|      | Norbert Ozimek (POL)             | 82.00       | 160.0            | 160.0            | 165.0            | 4                | 140.0        | 145.0        | 147.5        | 4            | 182.5        | 187.5        | 192.5        |              | 497.5  |
|      | György Horváth (HUN)             | 82.45       | 160.0            | 165.0            | 167.5            | 8                | 137.5        | 142.5        | 142.5        | 7            | 185.0        | 192.5        | 197.5        |              | 495.0  |
| 4    | Bernhard Radtke (DDR)            | 81.50       | 157.5            | 162.5            | 165.0            | 5                | 140.0        | 145.0        | 150.0        |              | 175.0        | 180.0        | 185.0        | 4            | 492.5  |
| 5    | Chrīstos Iakōvou (GRC 1822-1978) | 82.15       | 162.5            | 170.0            | 175.0            |                  | 137.5        | 137.5        | 142.5        | 8            | 175.0        | 182.5        | 187.5        | 6            | 490.0  |
| 6    | Kaarlo Kangasniemi (FIN)         | 82.25       | 150.0            | 160.0            | 160.0            | 9                | 145.0        | 150.0        | 152.5        | 5            | 180.0        | 185.0        | 185.0        | 5            | 480.0  |
| 7    | Rolf Milser (FRG)                | 81.70       | 160.0            | 165.0            | 170.0            |                  | 132.5        | 132.5        | 137.5        | 9            | 180.0        | 185.0        | 185.0        | 8            | 477.5  |
| 8    | Juhani Avellan (FIN)             | 82.40       | 135.0            | 140.0            | 145.0            | 17               | 140.0        | 145.0        | 145.0        | 6            | 182.5        | 190.0        | 190.0        | 7            | 467.5  |
| 9    | Dino Turcato (ITA)               | 82.20       | 160.0            | 160.0            | 165.0            | 7                | 125.0        | 125.0        | 130.0        | 13           | 170.0        | —            | —            | 11           | 455.0  |
| 10   | Reinhold Platzer (AUT)           | 81.85       | 145.0            | 145.0            | 145.0            | 13               | 130.0        | 137.5        | 137.5        | 10           | 162.5        | 167.5        | 170.0        | 12           | 442.5  |
| 11   | Mike Pearman (GBR)               | 82.05       | 140.0            | 145.0            | 147.5            | 14               | 125.0        | 125.0        | 130.0        | 12           | 165.0        | 170.0        | 170.0        | 14           | 435.0  |
| 12   | Brian Marsden (NZL)              | 82.15       | 137.5            | 142.5            | 147.5            | 15               | 120.0        | 127.5        | 127.5        | 19           | 165.0        | 172.5        | 182.5        | 9            | 435.0  |
| 13   | Anthony Ford (GBR)               | 82.25       | 137.5            | 137.5            | 137.5            | 18               | 120.0        | 125.0        | 127.5        | 14           | 162.5        | 172.5        | 175.0        | 10           | 435.0  |
| 14   | Ib Bergmann (DEN)                | 81.70       | 140.0            | 145.0            | 145.0            | 11               | 127.5        | 127.5        | 127.5        | 11           | 155.0        | 162.5        | 162.5        | 17           | 427.5  |
| 15   | Luiz de Almeida (BRA)            | 81.40       | 140.0            | 140.0            | 147.5            | 16               | 115.0        | 120.0        | 120.0        | 17           | 165.0        | 175.0        | 175.0        | 13           | 425.0  |
| 16   | Jože Urankar (YUG)               | 81.55       | 135.0            | 142.5            | 145.0            | 12               | 120.0        | 125.0        | 127.5        | 18           | 160.0        | 165.0        | 165.0        | 15           | 425.0  |
| 17   | Emilio Berroa (DOM)              | 81.15       | 122.5            | 122.5            | 127.5            | 20               | 112.5        | 120.0        | 122.5        | 15           | 147.5        | 155.0        | 157.5        | 16           | 407.5  |
| —    | Walter Hauser (SUI)              | 81.95       | 142.5            | 147.5            | 147.5            | 10               | 127.5        | 127.5        | 127.5        | —            | —            | —            | —            | —            | —      |
| —    | David Berger (ISR)               | 81.80       | 132.5            | 140.0            | 140.0            | 19               | 122.5        | 122.5        | 130.0        | 16           | 165.0        | 165.0        | 165.0        | —            | —      |
| —    | Mike Karchut (USA)               | 81.60       | 155.0            | 160.0            | 162.5            | 6                | 140.0        | 145.0        | 147.5        |              | 185.0        | —            | —            | —            | —      |
| —    | Víctor Ángel Pagán (PUR)         | 80.80       | 137.5            | 137.5            | 137.5            | —                | —            | —            | —            | —            | —            | —            | —            | —            | —      |
| —    | Abel López (CUB)                 | 81.85       | 160.0            | 160.0            | 160.0            | —                | —            | —            | —            | —            | —            | —            | —            | —            | —      |
| —    | Boris Pavlov (URS)               | 81.85       | 167.5            | 167.5            | 167.5            | —                | —            | —            | —            | —            | —            | —            | —            | —            | —      |
| —    | Valerij Šarij (URS)              | 82.00       | 170.0            | 170.0            | 170.0            | —                | —            | —            | —            | —            | —            | —            | —            | —            | —      |

### Fino a 90 kg.
| Pos. | Atleta                        | Peso atleta | Distensione (kg) | Distensione (kg) | Distensione (kg) | Distensione (kg) | Strappo (kg) | Strappo (kg) | Strappo (kg) | Strappo (kg) | Slancio (kg) | Slancio (kg) | Slancio (kg) | Slancio (kg) | Totale |
| Pos. | Atleta                        | Peso atleta | 1                | 2                | 3                | Pos.             | 1            | 2            | 3            | Pos.         | 1            | 2            | 3            | Pos.         | Totale |
| ---- | ----------------------------- | ----------- | ---------------- | ---------------- | ---------------- | ---------------- | ------------ | ------------ | ------------ | ------------ | ------------ | ------------ | ------------ | ------------ | ------ |
|      | Andon Nikolov (BUL)           | 89.00       | 172.5            | 177.5            | 180.0            |                  | 147.5        | 152.5        | 155.0        |              | 185.0        | 190.0        | 190.0        | 5            | 525.0  |
|      | Atanas Šopov (BUL)            | 89.80       | 172.5            | 177.5            | 180.0            | 4                | 140.0        | 145.0        | 145.0        | 7            | 192.5        | 192.5        | 202.5        |              | 517.5  |
|      | Hans Bettembourg (SWE)        | 88.95       | 175.0            | 182.5            | 182.5            |                  | 145.0        | 145.0        | 145.0        | 5            | 185.0        | 192.5        | 192.5        | 7            | 512.5  |
| 4    | Phil Grippaldi (USA)          | 87.90       | 170.0            | 170.0            | 177.5            | 6                | 140.0        | 140.0        | 145.0        | 8            | 187.5        | 195.0        | 202.5        |              | 505.0  |
| 5    | Rick Holbrook (USA)           | 88.50       | 157.5            | 162.5            | 162.5            | 9                | 145.0        | 145.0        | 145.0        | 4            | 190.0        | 197.5        | —            |              | 505.0  |
| 6    | Nick Ciancio (AUS)            | 88.85       | 170.0            | 175.0            | 175.0            | 7                | 145.0        | 150.0        | 150.0        | 6            | 185.0        | 190.0        | 190.0        | 4            | 505.0  |
| 7    | Juan Curbelo (CUB)            | 89.20       | 165.0            | 172.5            | 172.5            | 5                | 135.0        | 140.0        | 140.0        | 9            | 175.0        | 182.5        | 187.5        | 8            | 495.0  |
| 8    | Jaakko Kailajärvi (FIN)       | 88.85       | 150.0            | 150.0            | 150.0            | 13               | 150.0        | 155.0        | 155.0        |              | 187.5        | 195.0        | 195.0        | 6            | 487.5  |
| 9    | Dietrich Leh (FRG)            | 89.85       | 165.0            | 170.0            | 170.0            | 8                | 140.0        | 145.0        | 145.0        | 11           | 177.5        | 177.5        | —            | 12           | 487.5  |
| 10   | Pierre Gourrier (FRA)         | 89.60       | 145.0            | 152.5            | 152.5            | 16               | 142.5        | 147.5        | 152.5        |              | 180.0        | 190.0        | 190.0        | 10           | 472.5  |
| 11   | Nikos Iliadis (GRC 1822-1978) | 87.60       | 155.0            | 162.5            | 162.5            | 11               | 122.5        | 130.0        | 135.0        | 12           | 175.0        | 175.0        | 180.0        | 9            | 470.0  |
| 12   | Aimo Nieminen (FIN)           | 89.65       | 150.0            | 155.0            | 155.0            | 14               | 140.0        | 140.0        | 145.0        | 10           | 170.0        | 170.0        | 170.0        | 15           | 460.0  |
| 13   | Guðmundur Sigurðsson (ISL)    | 88.60       | 142.5            | 147.5            | 147.5            | 17               | 130.0        | 135.0        | 137.5        | 13           | 170.0        | 177.5        | 182.5        | 11           | 455.0  |
| 14   | Rudolf Litsch (AUT)           | 88.75       | 147.5            | 147.5            | 152.5            | 12               | 130.0        | 135.0        | 135.0        | 14           | 172.5        | 172.5        | 172.5        | 14           | 455.0  |
| 15   | Osman Mert (TUR)              | 89.85       | 152.5            | 152.5            | 160.0            | 10               | 122.5        | 127.5        | 127.5        | 16           | 155.0        | 162.5        | 167.5        | 17           | 455.0  |
| 15   | Peter Arthur (GBR)            | 89.85       | 150.0            | 155.0            | 155.0            | 15               | 130.0        | 135.0        | 135.0        | 15           | 170.0        | 175.0        | 177.5        | 13           | 455.0  |
| 17   | Wayne Wilson (CAN)            | 89.70       | 137.5            | 137.5            | 137.5            | 19               | 120.0        | 127.5        | 132.5        | 17           | 170.0        | 177.5        | 177.5        | 16           | 435.0  |
| 18   | César Gaudin (PUR)            | 89.95       | 137.5            | 145.0            | 145.0            | 19               | 115.0        | 120.0        | 122.5        | 18           | 165.0        | 165.0        | 165.0        | 18           | 425.0  |
| —    | David Rigert (URS)            | 88.60       | 180.0            | 180.0            | 187.5            |                  | 160.0        | 160.0        | 160.0        | —            | —            | —            | —            | —            | —      |
| —    | Frank Rothwell (IRL)          | 87.60       | 132.5            | 132.5            | 132.5            | —                | —            | —            | —            | —            | —            | —            | —            | —            | —      |
| —    | Ryoichi Goto (JPN)            | 89.60       | 162.5            | 162.5            | 162.5            | —                | —            | —            | —            | —            | —            | —            | —            | —            | —      |
| —    | Rudolf Hill (AUT)             | 89.65       | 160.0            | 160.0            | 160.0            | —                | —            | —            | —            | —            | —            | —            | —            | —            | —      |
| —    | John Bolton (NZL)             | 89.65       | 165.0            | 165.0            | 167.5            | —                | —            | —            | —            | —            | —            | —            | —            | —            | —      |

### Fino a 110 kg.
| Pos. | Atleta                    | Peso atleta | Distensione (kg) | Distensione (kg) | Distensione (kg) | Distensione (kg) | Strappo (kg) | Strappo (kg) | Strappo (kg) | Strappo (kg) | Slancio (kg) | Slancio (kg) | Slancio (kg) | Slancio (kg) | Totale |
| Pos. | Atleta                    | Peso atleta | 1                | 2                | 3                | Pos.             | 1            | 2            | 3            | Pos.         | 1            | 2            | 3            | Pos.         | Totale |
| ---- | ------------------------- | ----------- | ---------------- | ---------------- | ---------------- | ---------------- | ------------ | ------------ | ------------ | ------------ | ------------ | ------------ | ------------ | ------------ | ------ |
|      | Jaan Talts (URS)          | 109.50      | 200.0            | 200.0            | 210.0            |                  | 157.5        | 165.0        | 165.0        |              | 205.0        | 205.0        | 225.0        |              | 580.0  |
|      | Aleksandăr Krajčev (BUL)  | 108.40      | 190.0            | 195.0            | 197.5            |                  | 155.0        | 160.0        | 162.5        | 5            | 197.5        | 202.5        | 202.5        | 5            | 562.5  |
|      | Stefan Grützner (DDR)     | 105.00      | 177.5            | 185.0            | 190.0            | 6                | 157.5        | 162.5        | 165.0        | 4            | 200.0        | 207.5        | 215.0        |              | 555.0  |
| 4    | Helmut Losch (DDR)        | 105.90      | 180.0            | 187.5            | 190.0            | 4                | 145.0        | 150.0        | 152.5        | 8            | 200.0        | 205.0        | 215.0        |              | 547.5  |
| 5    | Roberto Vezzani (ITA)     | 110.00      | 187.5            | 192.5            | 195.0            |                  | 147.5        | 152.5        | 152.5        | 13           | 195.0        | 200.0        | 205.0        | 4            | 545.0  |
| 6    | János Hanzlik (HUN)       | 109.45      | 185.0            | 190.0            | 195.0            | 5                | 152.5        | 157.5        | 160.0        | 7            | 195.0        | 195.0        | 200.0        | 10           | 542.5  |
| 7    | Kauko Kangasniemi (FIN)   | 103.90      | 175.0            | 180.0            | 180.0            | 11               | 160.0        | 165.0        | 167.5        |              | 197.5        | 197.5        | 197.5        | 8            | 537.5  |
| 8    | Rainer Dörrzapf (FRG)     | 97.80       | 170.0            | 175.0            | 175.0            | 14               | 160.0        | 165.0        | 170.0        |              | 170.0        | 180.0        | 187.5        | 13           | 522.5  |
| 9    | Rudolf Strejček (TCH)     | 109.70      | 177.5            | 177.5            | 182.5            | 9                | 145.0        | 145.0        | 150.0        | 11           | 190.0        | 195.0        | 197.5        | 11           | 522.5  |
| 10   | Frank Capsouras (USA)     | 101.70      | 162.5            | 162.5            | 170.0            | 15               | 142.5        | 150.0        | 155.0        | 9            | 190.0        | 200.0        | 205.0        | 6            | 520.0  |
| 11   | Alan Ball (USA)           | 108.90      | 155.0            | 162.5            | 167.5            | 19               | 152.5        | 162.5        | 167.5        | 6            | 180.0        | 185.0        | —            | 14           | 515.0  |
| 12   | Javier González (CUB)     | 99.75       | 165.0            | 165.0            | 170.0            | 20               | 142.5        | 147.5        | 147.5        | 12           | 182.5        | 192.5        | 197.5        | 7            | 510.0  |
| 13   | Dave Hancock (GBR)        | 109.90      | 170.0            | 175.0            | 177.5            | 10               | 132.5        | 137.5        | 142.5        | 14           | 185.0        | 190.0        | 197.5        | 12           | 510.0  |
| 14   | Jean-Paul Fouletier (FRA) | 108.65      | 175.0            | 175.0            | 175.0            | 13               | 150.0        | 155.0        | 155.0        | 10           | 180.0        | 180.0        | 185.0        | 18           | 505.0  |
| 15   | Andrés Martínez (CUB)     | 105.10      | 165.0            | 170.0            | 172.5            | 16               | 135.0        | 135.0        | 140.0        | 18           | 185.0        | 195.0        | 200.0        | 9            | 500.0  |
| 16   | Edgar Kjerran (NOR)       | 108.20      | 175.0            | 180.0            | 180.0            | 12               | 135.0        | 140.0        | 145.0        | 15           | 180.0        | 185.0        | 185.0        | 17           | 495.0  |
| 17   | Peter Phillips (AUS)      | 109.80      | 170.0            | 175.0            | 175.0            | 17               | 137.5        | 142.5        | 142.5        | 17           | 180.0        | 180.0        | —            | 19           | 487.5  |
| 18   | Ken Price (GBR)           | 101.20      | 162.5            | 167.5            | 172.5            | 18               | 137.5        | 137.5        | 142.5        | 16           | 175.0        | 182.5        | 182.5        | 20           | 480.0  |
| 19   | Óskar Sigurpálsson (ISL)  | 105.30      | 170.0            | 177.5            | 177.5            | 8                | 117.5        | 125.0        | 125.0        | 23           | 175.0        | 180.0        | 182.5        | 15           | 477.5  |
| 20   | Pablo Juan Campos (PUR)   | 108.30      | 155.0            | 155.0            | 165.0            | 21               | 125.0        | 125.0        | 125.0        | 22           | 175.0        | 182.5        | 182.5        | 16           | 472.5  |
| 21   | Bent Harsmann (DEN)       | 107.35      | 152.5            | 157.5            | 162.5            | 23               | 132.5        | 140.0        | 140.0        | 20           | 167.5        | 175.0        | 180.0        | 21           | 465.0  |
| 22   | Price Morris (CAN)        | 109.60      | 155.0            | 155.0            | 165.0            | 24               | 127.5        | 137.5        | 137.5        | 21           | 175.0        | 180.0        | 180.0        | 22           | 457.5  |
| 23   | Henry Phillips (PAN)      | 103.80      | 150.0            | 157.5            | 162.5            | 24               | 122.5        | 127.5        | 132.5        | 19           | 165.0        | 172.5        | 172.5        | 23           | 455.0  |
| —    | Eivind Rekustad (NOR)     | 109.85      | 180.0            | 180.0            | 180.0            | 7                | 155.0        | 155.0        | 155.0        | —            | —            | —            | —            | —            | —      |
| —    | Stancho Penchev (BUL)     | 107.55      | 190.0            | 190.0            | 190.0            | —                | —            | —            | —            | —            | —            | —            | —            | —            | —      |
| —    | Taito Haara (FIN)         | 109.00      | 185.0            | 185.0            | 185.0            | —                | —            | —            | —            | —            | —            | —            | —            | —            | —      |

### Oltre i 110 kg.
| Pos. | Atleta                   | Peso atleta | Distensione (kg) | Distensione (kg) | Distensione (kg) | Distensione (kg) | Strappo (kg) | Strappo (kg) | Strappo (kg) | Strappo (kg) | Slancio (kg) | Slancio (kg) | Slancio (kg) | Slancio (kg) | Totale |
| Pos. | Atleta                   | Peso atleta | 1                | 2                | 3                | Pos.             | 1            | 2            | 3            | Pos.         | 1            | 2            | 3            | Pos.         | Totale |
| ---- | ------------------------ | ----------- | ---------------- | ---------------- | ---------------- | ---------------- | ------------ | ------------ | ------------ | ------------ | ------------ | ------------ | ------------ | ------------ | ------ |
|      | Vasilij Alekseev (URS)   | 152.80      | 225.0            | 230.0            | 235.0            |                  | 170.0        | 175.0        | 180.0        |              | 225.0        | 225.0        | 230.0        |              | 640.0  |
|      | Rudolf Mang (FRG)        | 129.75      | 222.5            | 222.5            | 225.0            |                  | 170.0        | 180.0        | 180.0        |              | 215.0        | 232.5        | 232.5        |              | 610.0  |
|      | Gerd Bonk (DDR)          | 142.30      | 190.0            | 190.0            | 200.0            | 6                | 150.0        | 155.0        | 160.0        | 7            | 210.0        | 217.5        | 217.5        |              | 572.5  |
| 4    | Jouko Leppä (FIN)        | 144.80      | 190.0            | 200.0            | 205.0            | 4                | 150.0        | 157.5        | 162.5        | 6            | 200.0        | 205.0        | 210.0        | 4            | 572.5  |
| 5    | Manfred Rieger (DDR)     | 125.55      | 185.0            | 190.0            | 192.5            | 8                | 162.5        | 162.5        | 170.0        | 5            | 200.0        | 205.0        | 207.5        | 6            | 557.5  |
| 6    | Petr Pavlásek (TCH)      | 150.25      | 185.0            | 192.5            | 197.5            | 7                | 155.0        | 160.0        | 165.0        | 4            | 200.0        | 205.0        | 205.0        | 8            | 557.5  |
| 7    | Kalevi Lahdenranta (FIN) | 134.30      | 180.0            | 190.0            | 195.0            | 10               | 165.0        | 165.0        | 170.0        |              | 200.0        | 200.0        | 205.0        | 7            | 555.0  |
| 8    | Fernando Bernal (CUB)    | 125.85      | 190.0            | 200.0            | 200.0            | 9                | 147.5        | 147.5        | 152.5        | 8            | 200.0        | 207.5        | 212.5        | 5            | 545.0  |
| 9    | Ove Johansson (SWE)      | 127.95      | 200.0            | 200.0            | 205.0            | 5                | 145.0        | 150.0        | 150.0        | 10           | 200.0        | 200.0        | 200.0        | 9            | 545.0  |
| 10   | Terry Perdue (GBR)       | 146.85      | 180.0            | 185.0            | —                | 11               | 147.5        | 152.5        | 152.5        | 9            | 180.0        | 185.0        | —            | 11           | 512.5  |
| 11   | Thamer Chaim (BRA)       | 114.10      | 175.0            | 182.5            | 182.5            | 12               | 135.0        | 142.5        | 142.5        | 11           | 180.0        | 190.0        | —            | 10           | 490.0  |
| —    | Ken Patera (USA)         | 145.80      | 212.5            | 227.5            | 230.0            |                  | 165.0        | 165.0        | 170.0        | —            | —            | —            | —            | —            | —      |
| —    | Serge Reding (BEL)       | 139.45      | 222.5            | 222.5            | 225.0            | —                | —            | —            | —            | —            | —            | —            | —            | —            | —      |